# Bazillozonium nodulosum
Bazillozonium nodulosum är en mångfotingart som först beskrevs av Karl Wilhelm Verhoeff 1935.  Bazillozonium nodulosum ingår i släktet Bazillozonium och familjen Andrognathidae. Inga underarter finns listade i Catalogue of Life.